# Rogówek (powiat kłodzki)
Rogówek (niem. Werdein, Werdeck, po 1945 także Rogówka) – wieś w Polsce położona w województwie dolnośląskim, w powiecie kłodzkim, w gminie Kłodzko, na zboczach Klekotki i Sarnicy. Przed rokiem 1945 do Rogówka należała kolonia Werdecker Hain.

## Położenie
Osada składa się z pięciu gospodarstw rolnych, częściowo rozproszonych. Górna część wsi zapewnia szerokie widoki na Masyw Śnieżnika, Góry Bialskie i Złote.

## Podział administracyjny
W latach 1975–1998 miejscowość należała administracyjnie do województwa wałbrzyskiego.

## Historia
Należy do najstarszych wsi Kotliny Kłodzkiej. Powstała przed połową XIII wieku, jako osada przedlokacyjna. Około roku 1300 przejęli ją joannici z Kłodzka. W 2. połowie XIV wieku funkcjonował tu folwark. Wieś należała wtedy do Ottona von Glubosa. W początkach XV wieku istniało tu wolne sędziostwo. Na przełomie XIV/XV wieku wieś zakupili kanonicy regularni św. Augustyna z Kłodzka. Leżąc na uboczu osada unikała zniszczeń wojennych, nie posiadając jednak większego znaczenia dla dziejów regionu. Wyjątkiem była wojna trzydziestoletnia, kiedy to lokalni chłopi z kilku wsi wywołali powstanie obronne przeciwko przymusowej rekatolicyzacji. W roku 1631 było tu tylko czterech gospodarzy. Od roku 1626 wieś była własnością kolegium jezuickiego z Kłodzka. W roku 1782 należała do hrabiego von Redena, a w I połowie XIX wieku do hrabiego von Münchhausena. Było tu wtedy osiem budynków. W dole osady powstał młyn wodny. Po roku 1945 sytuacja wsi nie zmieniła się, w szczytowym okresie było tu dziewięć gospodarstw.

## Obiekty zabytkowe
Przy najwyżej położonym gospodarstwie, na stoku Klekotki, stoi kaplica barokowa z XVIII wieku, odnowiona w roku 2003, staraniem miejscowych mieszkańców. Renowację obrazu wewnątrz kaplicy sfinansował samorząd kłodzki w 2010. Poniżej najwyższego gospodarstwa stoi krzyż ku czci Jana Pawła II, postawiony przez Alicję i Stanisława Jastrzębiów w latach 2005–2006. Poświęcili go 16 lipca 2006 księża: prałat Stanisław Franczak, Stanisław Piskorz i Stanisław Tyczyński. Na krzyżu powieszono dwie tablice z ręcznie wyrytymi trasami wszystkich papieskich pielgrzymek zagranicznych.